# Central City (Colorado)
Pour les articles homonymes, voir Central City.
La ville de Central City, à une altitude de 2 600 mètres, est le siège du comté de Gilpin, situé dans le Colorado, aux États-Unis.
Située comme ses voisines Black Hawk, Idaho Springs et Nevada dans le début des Montagnes Rocheuses, à une quarantaine de kilomètres à l'ouest de Denver, Black Hawk fut une ville champignon. Découvert, à Central City, le fameux filon d'or qui porte son nom attira de nombreux travailleurs chinois.
Selon le recensement de 2010, sa population s'élève à 663 habitants. La municipalité s'étend sur 2,43 milles carrés (6,29 km2), dont 0,14 milles carrés (0,36 km2) dans le comté de Clear Creek.

## Histoire
Central City est située sur les eaux du Clear Creek qui provient des montagnes à l'origine de la Ruée vers l'or de Pikes Peak, intervenue en 1858 à Auraria, d'où est parti John H. Gregory, le fondateur de Central City, puis Denver.
Un mineur du nom de John H. Gregory partit explorer la montagne. Au bout de quelques jours, au lieu même où est aujourd'hui Central City, il découvrit un filon d'une richesse exceptionnelle. Mais il n'avait plus un morceau de pain et faillit se trouver pris dans un ouragan de neige. Il dut repartir pour Auraria, revint avec un ami et retrouva son filon, situé en Central City et Black Hawk. 
Les chercheurs affluèrent, et en moins d'un an trois villes, Black-Hawk, Gentral City et Nevada, s'édifièrent le long de la vallée où Gregory avait trouvé son filon. Dès 1860, Central City avait 598 habitants, puis comptait un millier de maisons en 1868, et sa population culmina à 3 113 habitants en 1900, avant de décliner ensuite.
La ville s'appelle Central City car elle constituait le centre d'échanges de cette région minière.

## Démographie
| 1860 | 1870  | 1880  | 1890  | 1900  | 1910  |
| ---- | ----- | ----- | ----- | ----- | ----- |
| 598  | 2 360 | 2 626 | 2 480 | 3 114 | 1 782 |

| 1920 | 1930 | 1940 | 1950 | 1960 | 1970 |
| ---- | ---- | ---- | ---- | ---- | ---- |
| 552  | 572  | 706  | 371  | 250  | 228  |

| 1980 | 1990 | 2000 | 2010 | - | - |
| ---- | ---- | ---- | ---- | - | - |
| 329  | 335  | 515  | 663  | - | - |

## Source
- (en) Cet article est partiellement ou en totalité issu de l’article de Wikipédia en anglais intitulé « Central City, Colorado » (voir la liste des auteurs).